# Pedro Guillermo

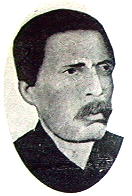
Pedro Guillermo

Pedro Guillermo (Hato Mayor, 29 juni 1814 - El Seibo, 18 februari 1867) was president van de Dominicaanse Republiek van 15 november 1865 tot 8 december 1865. 

## Militaire en politieke loopbaan
Op 2 oktober 1863 probeerde hij Hato Mayor te bevrijden van de Spanjaarden, maar de stad kon niet worden veroverd en Guillermo, zijn commandanten Genaro Diaz en Quintino Peguero en de andere restaurateurs die hem vergezelden, trokken zich terug naar de heuvel van Yerba Buena, van waaruit de Spanjaarden systematisch werden aangevallen. Op 22 oktober 1864 werd hij benoemd tot jefe de Operaciones (hoofd strijdkrachten) met de rang van kolonel van het gebied Yerba Buena.
Hij noemde Gregorio Luperón een onverschrokken, confronterend, gewelddadig, afschuwelijk mens. Guillermo raakte meer dan eens in conflict met andere leiders. Een discrepantie met Antonio Guzman werd door General Luperon, in de oorlog op 3 mei 1864, doorgegeven aan de autoriteiten in Santiago.

## President
Guillermo kwam uit het oosten naar de hoofdstad, terwijl Cabral uit het Zuiden de stad binnendrong. Cabral wierp de uit Santiago bestuurde regering Pimentel omver en al snel werd Cabral door Guillermo de macht ontnomen en zo regeerde hij van 15 november tot 18 december over de Dominicaanse Republiek. Vanuit die positie heeft hij voorwaarden geschapen voor de terugkeer van Buenaventura Baez.
Beaz regeerde tot 29 mei 1866 waarna hij werd afgezet door een Triumviraat. Hierna kwam Cabral opnieuw aan de macht en nam Guillermo de wapens weer op om tegen de tweede regering van Cabral te vechten.
In 1867 werd Guillermo gearresteerd en berecht door een krijgsraad onder leiding van Manuel Rodriguez Objío, die hem ter dood veroordeelde. 

## Einde
Op 18 februari 1867 werd Pedro Guillermo gefusilleerd. Zijn zoon Cesáreo, veroordeeld tot dezelfde straf, ontliep de straf omdat hij minderjarig was. Jaren later is Cesáreo president geworden.